# アソビモ
アソビモ株式会社は、東京都豊島区に本社を置く日本の企業。オンラインゲームの開発・運営を主業務とする。

## 提供タイトル
フィーチャーフォン、スマートフォン向けに提供している。
アヴァベルオンライン
スマートフォン最高峰グラフィックを謳うMMORPG。基本職はウォリアー、マジシャン、レンジャー、アコライト、ローグ、クリエイター、ワンダラー、リベンジャー、サモナーの9つあり、それぞれ上位職に分岐する。
イルーナ戦記Online
プレイユーザー360万人のMMORPG。
セレスアルカ
10兆通りという着せ替えパターンの多さを売りにしている3DMORPG。
初期職のノービスを除いて基本職はファイター、ガンナー、メイジの3つで、それぞれが2次職、3次職へと分岐していく。
操作画面の向きを縦向きにするか横向きにするかを選択できる。
エリシアオンライン
ダークファンタジー系3DMMORPG。
イザナギオンライン
侍や忍者をモチーフとしたRPG。メイジといった魔法職も存在する。
ステラセプトオンライン
SFファンタジー系のオンラインRPG。
オルクスオンライン
ノンターゲティング方式を取り入れた3DMMORPG。
ぷちっとくろにくる
同社提供の他のRPGと異なり、穏やかな雰囲気のMMORPG。
一つの広大なマップ上でプレイするため、マップ移動時の読み込みがない。
スクール・オブ・セイヴァーズ
TVアニメ「聖剣使いの禁呪詠唱」の公式ゲームアプリ。サービス終了。
幻想のエルドラド
領地育成型シミュレーションゲーム。サービス終了。
GODGAMES
最大30人同時対戦リアルタイムバトルゲーム。サービス終了。
トーラムオンライン
本格MMORPG。
アルケミアストーリー
思い通りのキャラメイクが楽しめるMMORPG。
YOME(Your Own Meet Everyday)と呼ばれるパートナーとともに冒険を進める。戦闘システムはコマンドバトルを採用している。MMORPGだが、ソロモードも存在している。
ゲートオブリベリオン
正統派オンラインMMORPG。開発凍結。
クロスワールド
チーム対戦型アクションゲーム。サービス終了。
BTOOOM!オンライン
漫画「BTOOOM!」の世界観を完全再現したアクションゲーム。
ファンタジーアース ジェネシス
オンライン対戦アクションRPG。PCオンラインゲーム『ファンタジーアース ゼロ』のモバイル向け派生ゲーム。スクウェア・エニックスとの共同開発。
ソードアート・オンライン インテグラル・ファクター
ソードアートオンラインIPのMMORPG。